# Frankfurter Erklärung zur Rechtschreibreform
Die Frankfurter Erklärung ist eine rechtschreibreformkritische Resolution, die am 6. Oktober 1996 von prominenten Schriftstellern, Germanisten, Verlegern, Historikern und anderen namhaften Persönlichkeiten anlässlich der Frankfurter Buchmesse unterzeichnet wurde.

## Initiator
Initiator war Friedrich Denk, der als Deutschlehrer am Gymnasium Weilheim seit 1980 zusammen mit Kollegen 45 Lesungen von zahlreichen Autoren – u. a.  Walter Kempowski, Martin Walser, Siegfried Lenz, Hans Magnus Enzensberger und Günter Grass – organisiert hatte. Um die deutsche Sprache und Literatur vor Eingriffen zu schützen, verteilte er auf der Frankfurter Buchmesse 1996 ein Flugblatt, worin er zum Stopp der Rechtschreibreform aufforderte, und sammelte Unterschriften.

## Unterzeichner
Am 11. Oktober 1996 schlossen sich 42 Mitglieder der Deutschen Akademie für Sprache und Dichtung der Frankfurter Erklärung zur Rechtschreibreform an und forderten zum Boykott der Reform auf. Die Erklärung wurde am 19. Oktober 1996 zusammen mit einer Liste von 400 Erstunterzeichnern in einer ganzseitigen Anzeige in der FAZ veröffentlicht.
In der Erklärung forderten die Unterzeichner die verantwortlichen Politiker in Deutschland, Österreich und der Schweiz auf, die umstrittene Rechtschreibreform umgehend zu stoppen, „deren Einführung Millionen von Arbeitsstunden vergeuden, jahrzehntelange Verwirrung stiften, dem Ansehen der deutschen Sprache und Literatur im In- und Ausland schaden und mehrere Milliarden DM kosten würde.“
Zu den Unterzeichnern gehörten unter anderen:
- Ilse Aichinger
- Wolfgang Balk
- Dieter Borchmeyer
- Vicco von Bülow
- Dietrich Fischer-Dieskau
- Wolfgang Frühwald
- Günter Grass
- Peter Härtling
- Thomas Hürlimann
- Ernst Jandl
- Elfriede Jelinek
- Joachim Kaiser
- Walter Kempowski
- Wulf Kirsten
- Günter Kunert
- Siegfried Lenz
- Otfried Preußler
- Gerhard Ruiss
- Albert von Schirnding
- Edgar Selge
- Kurt Sontheimer
- Patrick Süskind
- Siegfried Unseld
- Franziska Walser
- Martin Walser
- Roger Willemsen

Am 9. November 1996 berichtete die „Weilheimer Initiative zur Rechtschreibreform“ in einer weiteren Anzeige in der FAZ über die Unterschriftenaktion, in deren Rahmen 37.442 Menschen schriftlich den Stopp der Rechtschreibreform gefordert hatten.
Anlässlich der Frankfurter Buchmesse 2004 unterzeichnete eine Vielzahl prominenter Vertreter der Literaturszene auf der Basis der „Frankfurter Erklärung“ den Frankfurter Appell. 
Zur Buchmesse 2016 schließlich erschien die Anthologie „Zwanzig Jahre Rechtschreibreform“ mit 30 von 251 Beiträgen zum „Frankfurter Orthographie-Preis“, der mit 21.100 Euro prämiert war und von Mario Adorf überreicht wurde, und mit einer „Frankfurter Erklärung nach 20 Jahren Rechtschreibreform“.